# Аренсбек
А́ренсбек (нім. Ahrensbök) — громада в Німеччині, розташована в землі Шлезвіг-Гольштейн. Входить у склад району Східний Гольштейн.
Площа — 95,38 км2. Населення становить 8329 ос. (станом на 31 грудня 2020).

## Історія
Аренсбек з'явився після заснування тут паломницької каплиці 1280 року. Перше документальне свідчення про населений пункт датується 1328 роком. 1348 року селище спустошила Чорна смерть.
1397 року картузіанці заснували тут монастир, що спричинилося до зростання значення селища. 1564 року засновано округ (нім. Amt) Аренсбек як одиницю цивільної адміністрації, і між 1593 і 1601 роками замок Гоппенброк (нім. Schloss Hoppenbrook) був збудований на місці й з матеріалів картузіанського монастиря, який був секуляризований у 1580-х під час Реформації й у підсумку зруйнований. 1623 року замок Гоппенброк на кілька років став осідком новозаснованого герцогства Швезвіг-Гольштейн-Зондербург-Плен, до завершення нового герцогського Пленського замку 1636 року, після чого замок Гоппенброк став другорядною резиденцією. 1746 року герцог Фрідріх Карл скасував кріпацтво у своєму герцогстві. 1765 року, після смерті його вдови, замок був розібраний.
1791 року в місті з'явився ринок худоби й коней, що його 1832 року замінив регулярний щотижневий ринок. 1826 року на місці колишнього замку була збудована будівля міської ради (нім. Amtshaus). Під час Другої шлезвізької війни 1864 року Аренсбек на нетривалий час опинився під контролем спочатку австрійців, а потім пруссів. 1867 року тут засновано окружний суд. Того самого року, після Австро-прусської війни, округ Аренсбек передано Великому герцогству Ольденбурзькому як компенсацію за його спадкові претензії на Гольштейн, територію, що нещодавно стала була пруською.
3 вересня 1872 року велика пожежа знищила 22 будинки й 10 інших будівель в Аренсбеку. 1877 року територію розділено на дві частини: міську і сільську дільниці. Залізничну лінію з Аренсбека до Пеніца відкрито з великими урочистостями 1886 року.
У 1912—1933 роках Аренсбек мав статус міста другого класу. 1928 року на Лінденштрассе була збудована приватна школа, яка від 1950 року використовується як середня (нім. Mittelschule) і реальна школа (нім. Realschule). 1928 року місто відзначило 600-річчя.

## Галерея

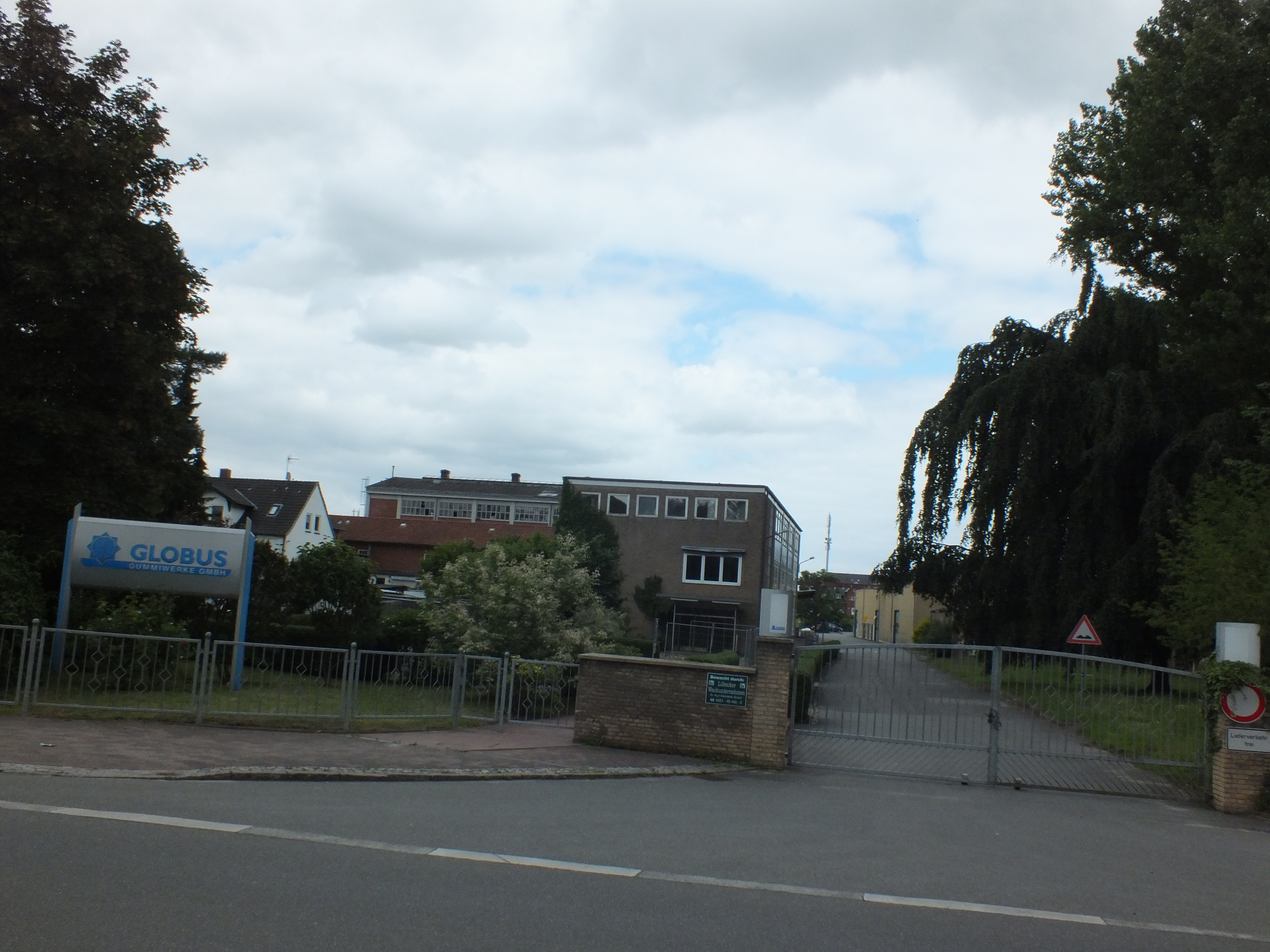
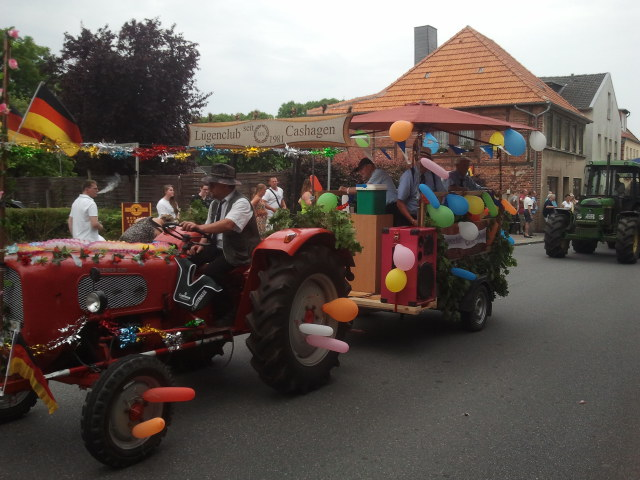